# 瓦維洛夫山
72°2′S 13°11′E / 72.033°S 13.183°E
瓦維洛夫山（英語：Vavilov Hill）是南極洲的山丘，位於東部南極洲的毛德皇后地，屬於魏普雷希特山脈的一部分，處於沙茨基山以西6公里，海拔高度2,640米。